# 青格尔洛赫蒂希峰
46°26′43.4″N 7°35′35.1″E / 46.445389°N 7.593083°E

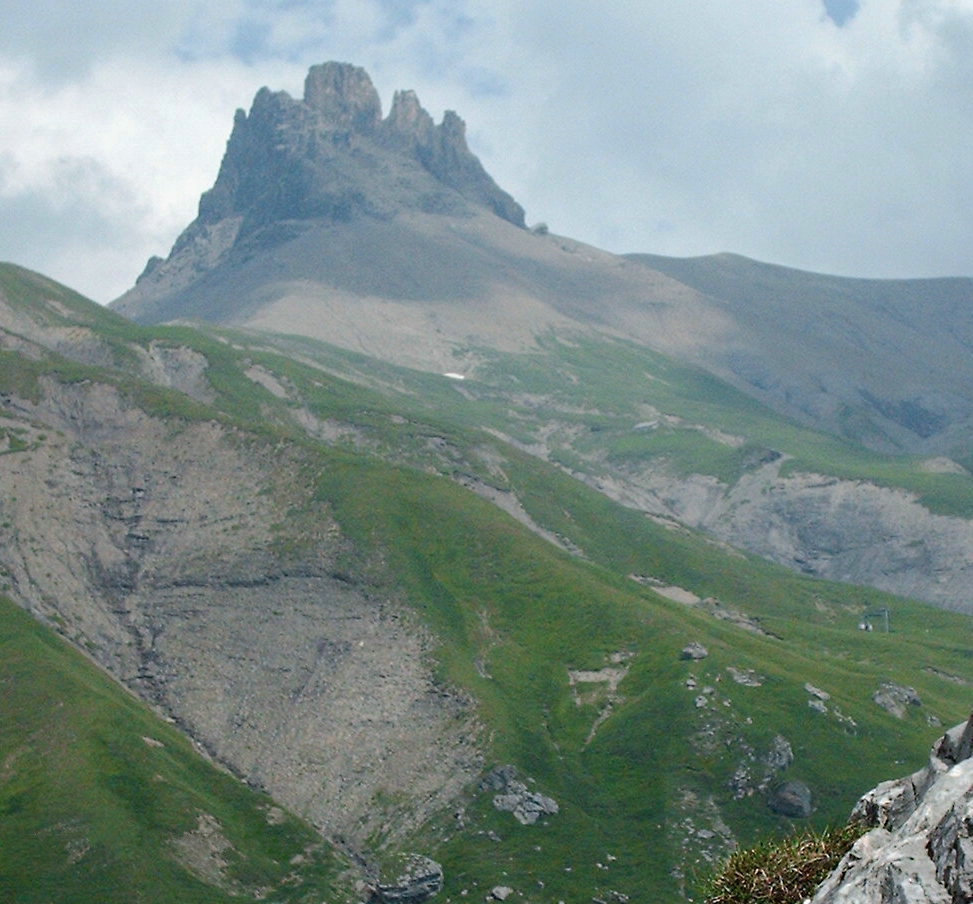

青格尔洛赫蒂希峰（Tschingellochtighorn）是瑞士的山峰，位於該國南部，由伯恩州負責管轄，屬於伯尔尼山的一部分，海拔高度2,735米，每年平均降雨量1,585毫米。

## 外部連結
- Tschingellochtighorn on Hikr （页面存档备份，存于）